# Krystyna Jakubowska
Krystyna Jakubowska-Tabaka (Varsòvia, 15 de desembre de 1942) va ser una jugadora de voleibol polonesa que va competir durant la dècada de 1960.
El 1964 va prendre part en els Jocs Olímpics de Tòquio, on guanyà la medalla de bronze en la competició de voleibol. Quatre anys més tard, als Jocs de Ciutat de Mèxic revalidà la medalla de bronze en la competició de voleibol.
En el seu palmarès també destaquen una medalla de bronze al Campionat del Món de voleibol, el 1962 i dues medalles de plata al Campionat d'Europa, el 1963 i 1967.
Jugà 169 partits amb la seva selecció entre 1961 i 1969. A nivell de clubs jugà al Drukarz Warszawa i al Legia Warszawa.